# Doubravice 2.díl
Doubravice 2.díl je díl vesnice Doubravice, část obce Vranov v okrese Benešov. Nachází se asi 1,5 km na severozápad od Vranova. V roce 2009 zde bylo evidováno 51 adres. Doubravice 2.díl leží v katastrálním území Vranov u Čerčan.

## Historie
První písemná zmínka o vesnici pochází z roku 1444.

## Obecní správa
Vesnice Doubravice je rozdělena potokem Doubravice na dvě části, spadající do různých obcí. Jde o převážně rekreační osadu poblíž řeky Sázavy, s minimem stálých obyvatel. Doubravice 1.díl spadá do katastrálního území i obce Přestavlky u Čerčan, v roce 2009 zde bylo evidováno 40 adres a v roce 2001 zde trvale žili čtyři obyvatelé Doubravice 2.díl spadá do katastrálního území Vranov u Čerčan obce Vranov, v roce 2009 zde bylo evidováno 51 adres. a v roce 2001 zde trvale žil jeden obyvatel.
V dílu Doubravice 2.díl se nacházejí pouze dvě stavby s čísly popisnými. Usedlost čp. 1 se nachází u břehu potoka Doubravice, nejníže na cestě, které vede kolem potoka po pravém břehu, pod celým souborem rekreačních chat. Zhruba 23 rekreačních chat je ve stráni údolí potoka, deset chat stojí v řadě na kraji pole nad strání. Chata če. 43 je přiřazena k 2. dílu Doubravice přesto, že podle mapy RSO již stojí na území Bezděkova. Druhou obytnou stavbou, s číslem popisným 7, je samota U Hurikána, nacházející se na zalesněném ostrohu nad Sázavou, asi půl kilometru severoseverovýchodně od hlavní chatové oblasti. V okolí samoty U Hurikána se také nacházejí čtyři rekreační chaty. Další skupina 4 číslovaných rekreačních chat se nachází zhruba o dalších 300 metrů západněji, v lokalitě Na Dlouhých (další dvě chaty jsou ve stráni o něco níž), na kterou navazuje skupinka chat, které již patří do Hvězdonic.